# Stauding-Stramberger Eisenbahn

Die Strecke der Stauding-Stramberger Eisenbahn

Die privilegierte Stauding-Stramberger Eisenbahn (SgSgEB/StStB; tschech.: Výsostná Studénsko-štramberská dráha; StŠtD) war eine private Eisenbahngesellschaft in Österreich und dessen Nachfolgestaat Tschechoslowakei. Die Gesellschaft war Eigentümer und Betreiber der Strecke von Stauding (Studénka) nach Stramberg (Štramberk) in Nordmähren. 

## Geschichte
Am 15. Juni 1881 erhielten die Gebrüder Gutmann „das Recht zum Baue und Betriebe einer als normalspurige Localbahn auszuführenden Locomotiveisenbahn von der Station Stauding der a. priv. Kaiser Ferdinands-Nordbahn über Freiberg nach Stramberg“ erteilt. Grundlage der Konzession war das Eisenbahnkonzessionsgesetz vom 14. Dezember 1854 und die Eisenbahnbetriebsordnung vom 16. November 1851. Das Gesetz, betreffend die Zugeständnisse und Begünstigungen für Localbahnen vom 25. Mai 1880 fand keine Anwendung. Die Konzessionäre wurden verpflichtet, den Bau der Strecke sofort zu beginnen und binnen eines halben Jahres fertigzustellen. Die Konzessionsdauer war auf 90 Jahre festgesetzt.
Am 19. Dezember 1881 wurde die Strecke für den Güterverkehr, am 1. April 1882 für den Personenverkehr eröffnet. Den Betrieb führte die Stauding-Stramberger Eisenbahn selbst aus.
Nach der Angliederung des Sudetenlandes an Deutschland im Oktober 1938 lag das Bahngebiet der Gesellschaft zur Gänze auf deutschem Staatsgebiet. Nach der Fusion mit der Lokalbahn Stramberg–Wernsdorf im Jahr 1942 firmierte die Gesellschaft als Eisenbahn AG Stauding–Stramberg–Wernsdorf.
Nach der Wiedererrichtung der Tschechoslowakei im Jahr 1945 bestand die Gesellschaft zunächst als Železniční akciová společnost Studénka–Štramberk–Veřovice formal weiter. Eigentümer waren nun die verstaatlichten Witkowitzer Eisenwerke (Vítkovické železárny n.p.). Am 1. Januar 1951 wurden Infrastruktur und Fahrzeuge von den Tschechoslowakischen Staatsbahnen (ČSD) übernommen. Die Gesellschaft wurde aufgelöst.

## Lokomotiven und Wagen
Als Erstausstattung erwarb die Stauding-Stramberger Eisenbahn 1882/83 zwei dreifach gekuppelte Tenderlokomotiven von der Lokomotivfabrik Floridsdorf, wie sie auch von den k.k. Staatsbahnen (kkStB) als Reihe 97 beschafft wurden. Bis 1907 kamen noch sechs weitere in den Bestand. Als leistungsstärkere Type beschaffte die Stauding-Stramberger Eisenbahn zwischen 1913 und 1918 noch vier Lokomotiven der vierfachgekuppelten kkStB-Reihe 178. Alle Lokomotiven trugen Namen nach Orten des Bahngebietes. Die ČSD gab den Lokomotiven nach 1925 die amtlichen Nummern 310.901–310.907 und 422.907–422.910. Als modernste Fahrzeuge erhielt die Gesellschaft 1947 zwei fünffach gekuppelte Lokomotiven von ČKD, die als 514.901 und 514.902 eingeordnet wurden.
Für den Reiseverkehr erwarb die Stauding-Stramberger Eisenbahn 1930 einen Tatra-Turmtriebwagen. Er erhielt die Betriebsnummer M 120.401. Während des Zweiten Weltkrieges wurde das mit einem Ottomotor ausgerüstete Fahrzeug auf Erdgasbetrieb umgebaut. Nach dem Zweiten Weltkrieg (1946) erhielt die Gesellschaft zwei neue Dieseltriebwagen der ČSD-Baureihe M 131.1 (M 131.103 und M 131.115).
| Dampflokomotiven | Dampflokomotiven | Dampflokomotiven | Dampflokomotiven | Dampflokomotiven | Dampflokomotiven | Dampflokomotiven | Dampflokomotiven                   |
| Erster Name      | Nummer           | Anzahl           | Bauart           | Baujahr          | Hersteller       | ČSD-Nummer       | Bemerkungen                        |
| ---------------- | ---------------- | ---------------- | ---------------- | ---------------- | ---------------- | ---------------- | ---------------------------------- |
| STRAMBERG        | 310.01–07        | 8                | C n2t            | 1882–1907        | Floridsdorf      | 310.911–917      | ähnlich KFNB IX 921–957, kkStB 197 |
| KÖTTNITZ         | 178.01–04        | 4                | D n2vt           | 1913–1918        | Floridsdorf      | 422.907–910      |                                    |